# 85 Leonis
85 Leonis är en orange jätte i stjärnbilden Lejonet.
85 Leonis har visuell magnitud +5,73 och är synlig för blotta ögat vid god seeing. Den befinner sig på ett avstånd av ungefär 440 ljusår.